# Tobias Waisapy
Tobias Jesajas Waisapy (Capelle aan den IJssel, 8 januari 1988) is een voormalig Nederlands profvoetballer. Hij tekende in juni 2010 een eenjarig contract bij Excelsior, dat hem het voorgaande seizoen al huurde van Jong Feyenoord.